# Paterna
Paterna ist eine spanische Gemeinde in der Provinz Valencia. Paterna hat 74.822 Einwohnern (Stand: 2024). In Paterna befindet sich das Trainingszentrum Ciudad Deportiva de Paterna des Fußballklubs Valencia CF.

## Partnerstädte
- Adeje, Spanien
- Burbank, USA
- Marino (Latium), Italien